# Rosovice

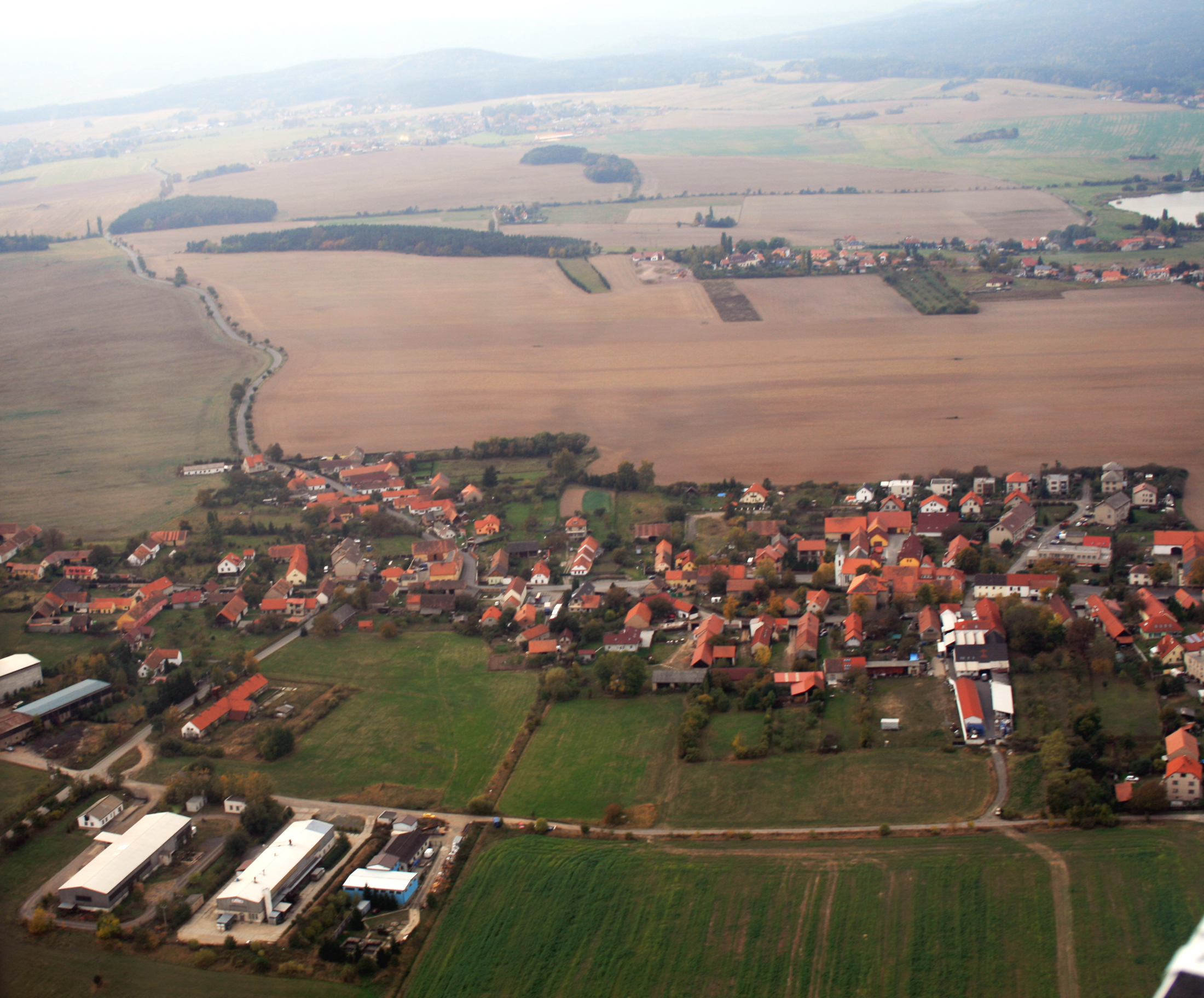
Luftbild von Rosovice

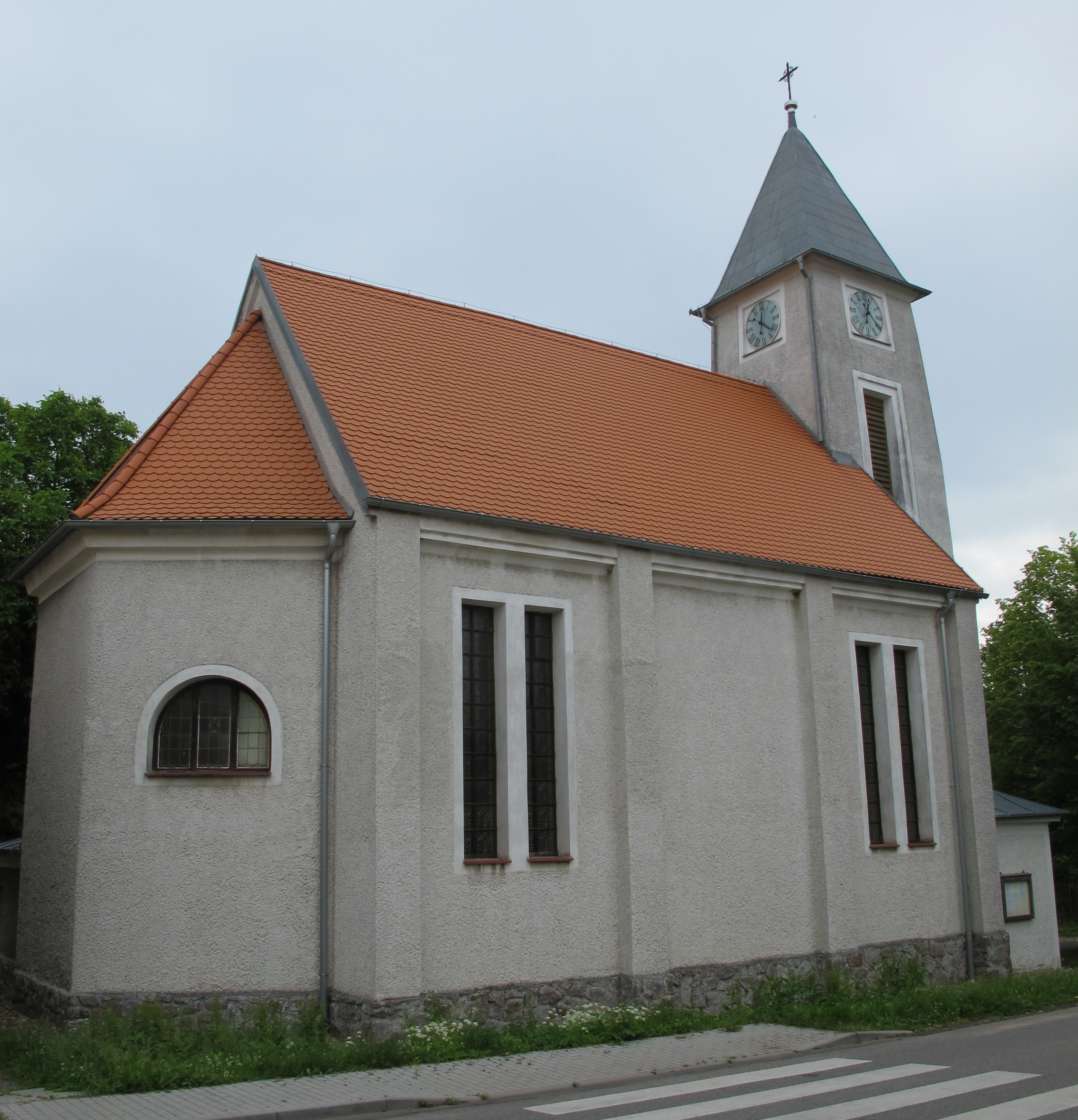
Kirche St. Peter und Paul

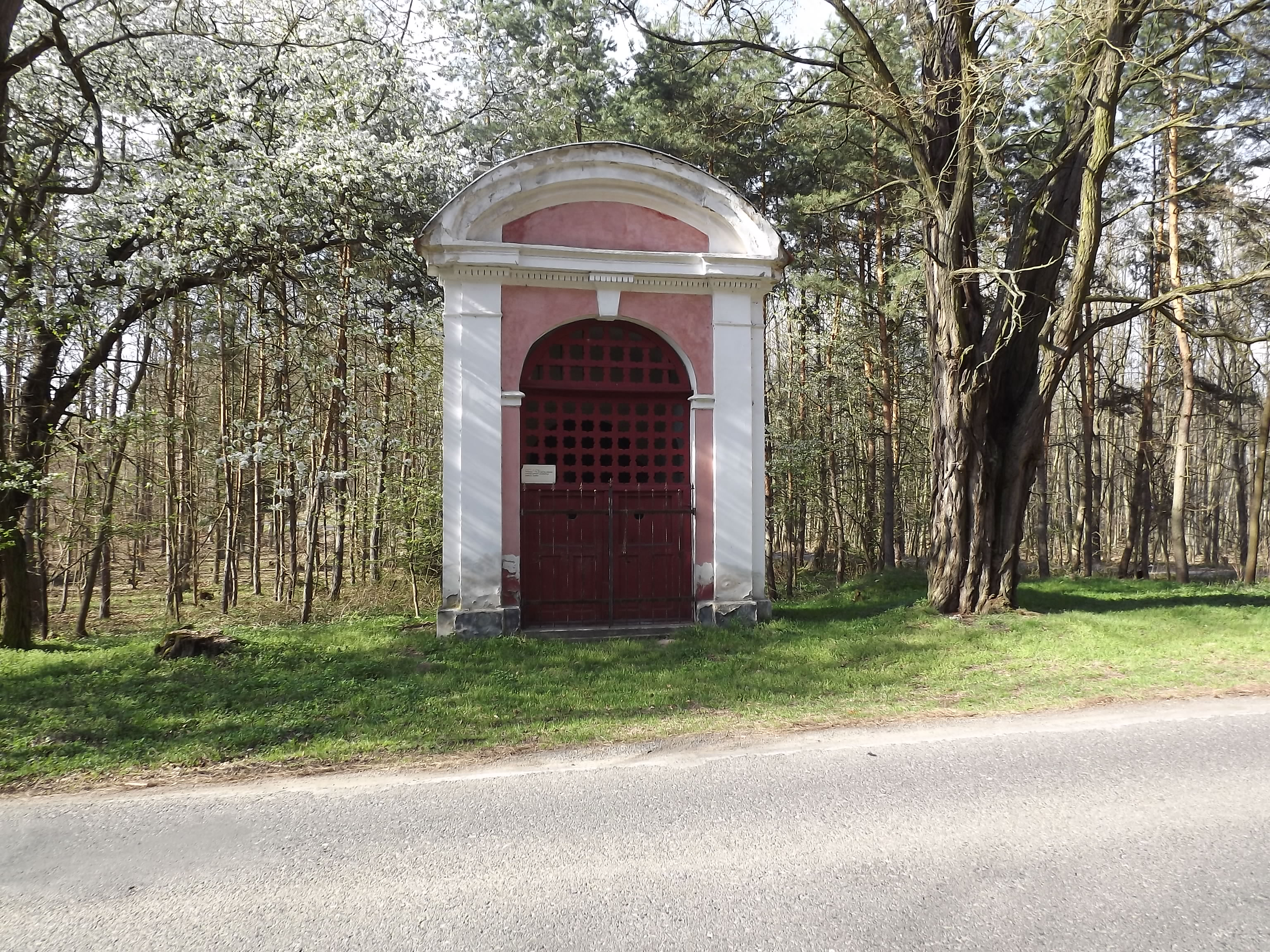
Kapelle der hl. Anna

Rosovice (deutsch Rosowitz, auch Rossowitz) ist eine Gemeinde in Tschechien. Sie liegt sechs Kilometer südwestlich von Dobříš und gehört zum Okres Příbram.

## Geographie
Rosovice befindet sich am südlichen Fuße der Hřebeny (Brdykamm) in der Dobříšská pahorkatina (Dobrischer Hügelland). Das Dorf liegt in der Quellmulde des Baches Rosovický potok. Gegen Norden befindet sich das Tal des Sychrovský potok mit den Teichen Vackův rybník, Sychrovský rybník und Nový rybník, dahinter erstreckt sich der Naturpark Hřebeny. Nördlich erheben sich der Malý Ždírec (440 m n. m.) und der Velký Ždírec (461 m n. m.), im Nordosten der Vlkův vrch (455 m n. m.), südwestlich der Sedlo (471 m n. m.), im Westen der Kamenný vrch (486 m n. m.) sowie nordwestlich die Kuchyňka (636 m n. m.) und der Kouty (507 m n. m.).
Nachbarorte sind Malý Chlumec und Baba im Norden, Sychrov, Svatá Anna, Dobříš und Chotobuš im Nordosten, Lhotka und Svaté Pole im Osten, Obořiště, Ouběnice und Ostrov im Südosten, Dlouhá Lhota und Skalka im Süden, Kotenčice, U Kostinků, Kamenný Dvůr und Pičín im Südwesten, Vršek und Buková u Příbramě im Westen sowie Holšiny im Nordwesten.

## Geschichte
Die erste schriftliche Erwähnung von Rosseyowitz erfolgte am 19. Juni 1305 in einer Urkunde König Wenzels III., in der die Rechte der Kirche in Bydžov und der Präbende Žatec neu geregelt wurden. Das Dorf wurde damit der königlichen Burg Vargač untertänig. Stefan von Tetín trennte am 24. Juni 1321 einen Teil der Fluren des Dorfes als Emphyteuse ab und gründete dort ein Städtchen, das dem Lehnhof Sychrov unterstand. Um 1390 wurde Rosovice der erzbischöflichen Herrschaft Příbram zugeschlagen. Ein Teil von Rosovice gehörte um 1520 zur Burg Valdek. Nach der Stadterhebung von Příbram im Jahre 1579 gehörte Rosovice wieder gänzlich zu Příbram. Später verkaufte die Stadt Rosovice an die Herren Bechinie von Lazan. Um 1600 erwarb die Herrschaft Dobřisch das Dorf. Im Jahre 1611 verpfändete Kaiser Rudolf II. die Herrschaft Dobřisch an Anna von Fürstenberg, geborene Lobkowicz. Am 14. Juni 1630 verkaufte die Böhmische Kammer die Herrschaft Dobřisch mit dem angeschlossenen Gut Heiligfeld mit Ausschluss der Jagd auf Rot- und Schwarzwild erblich an den Oberstjäger der Königreiches Böhmen, Bruno von Mansfeld und Heldrungen.  Nachfolgender Besitzer war ab 1644 Franz Maximilian von Mansfeld. Ihn beerbte 1692 sein Sohn Karl Franz Anton von Mansfeld und ab 1717 dessen Sohn Heinrich. Bis 1714 gehörte das Dorf zum Podbrder Kreis, danach wurde es Teil des Berauner Kreises. Nach dem Tode des Heinrich von Mansfeld fiel dessen Erbe 1780 seinem Sohn Joseph Wenzel zu, der sechs Wochen später ohne Nachkommen verstarb. Damit erlosch das Geschlecht im Mannesstamme, die Herrschaft Dobřisch erbte Joseph Wenzels Schwester Maria Isabella. Es erfolgte die Namens- und Wappenvereinigung mit der Familie ihres Ehemannes Franz de Paula Gundaker von Colloredo-Waldsee-Mels zum Geschlecht Colloredo-Mannsfeld. Nach Maria Isabellas Tod im Jahre 1794 erbte ihr Sohn Rudolph Joseph II. die Güter. Nach dem Tode des kinderlosen Rudolf Joseph II. von Colloredo-Mannsfeld fiel die Herrschaft 1844 dessen Neffen Franz de Paula Gundaccar II. von Colloredo-Mannsfeld zu.
Im Jahre 1846 bestand das Dorf Rosowitz aus 125 Häusern mit 884 Einwohnern. Unter dem Patronat der Gemeinde stand die von Pitschin aus versehene Schule. Außerdem gab es im Ort eine Mühle. 69 Häuser des Ortes waren nach Dobřisch und 56 Häuser nach Pitschin eingepfarrt. Bis zur Mitte des 19. Jahrhunderts blieb Rosowitz der Herrschaft Dobřisch untertänig.
Nach der Aufhebung der Patrimonialherrschaften bildete Rosovice / Rosowitz ab 1850 mit den Ortsteilen Holšiny und Sychrov eine Gemeinde im Gerichtsbezirk Dobříš. Ab 1868 gehörte die Gemeinde zum Bezirk Příbram. Im Jahre 1869 lebten in der Gemeinde 1024 Personen. 1885 wurde die Freiwillige Feuerwehr gegründet. Beim Zensus von 1910 hatte Rosovice 1119 Einwohner. 1913 wurde für 13.000 Gulden die Kirche St. Peter und Paul erbaut. 1921 bestand Rosovice aus 183 Häusern, in den 1035 Personen lebten. 1930 wurden in Rosovice 207 Häuser und 1044 Einwohner gezählt. Im Jahre 1932 lebten in Rosovice (mit Holšiny und Sychrov) 1209 Personen. 1936 erfolgte der Bau des katholischen Hauses. Im Jahre 1946 wurde Rosovice elektrifiziert. Ab 1949 gehörte Rosovice zum neugebildeten Okres Dobříš, nach dessen Aufhebung wurde die Gemeinde 1960 wieder Teil des Okres Příbram. 1950 hatte die Gemeinde 827 Einwohner, 1970 waren es 782 und 1991 nur noch 706.

## Gemeindegliederung
Die Gemeinde Rosovice besteht aus den Ortsteilen Rosovice (Rosowitz) und Sychrov (Sichrow). Grundsiedlungseinheiten sind Holšiny (Holschin), Rosovice und Sychrov. Zu Rosovice gehört außerdem die Einschicht Trnová.

## Sehenswürdigkeiten
- Kirche St. Peter und Paul in Rosovice, erbaut 1913 anstelle einer kleinen Kapelle. Bis zur Errichtung des katholischen Hauses im Jahre 1936 fanden die Gottesdienste nur unregelmäßig statt. Die Kirche besitzt drei Glocken Petr, Pavel und Václav.
- barocke Kapelle der hl. Anna, an der Straße nach Dobříš bei Svatá Anna, sie ist seit 1958 als Kulturdenkmal geschützt[6].